# イブン・アラビー

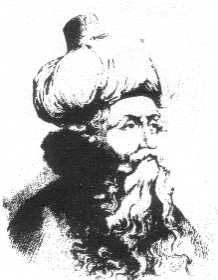
イブン・アラビー

イブン・アラビー（アラビア語: ابن عربيي Ibn al-ʿArabī, アラビア語: محي الدین أبو عبد الله محمد بن علي بن محمد بن العربي الحاتمي الطائي Muḥī al-Dīn Abū ʿAbd Allāh Muḥammad ibn ʿAlī ibn Muḥammad ibn al-ʿArabī al-Ḥātimī aṭ-Ṭāʾī　生没年 1165年7月28日 - 1240年11月10日）は、中世のイスラーム思想家。存在一性論・完全人間論を唱えてイスラーム神秘主義（スーフィズム）の確立に寄与し、後世に影響を与えた。

## 生涯
イスラーム教徒のセビリア王国の支配下にあったアンダルシアのムルシアでアラブ系の名門に生まれる。12世紀後半はセビリアの統治者であったムワッヒド朝のアブー・ヤアクーブ・ユースフ1世（在位：1163年 - 1184年）の治世であり、ユースフ1世は文化を重んじていたため宮廷にはイブン・ルシュド（アヴェロエス）やイブン・トゥファイルなどが集い、セビリアは当時を代表する文化都市のひとつであった。
父アリーはイブン・ルシュドと親しく、後年主著のひとつ『マッカ啓示』での記述によるとイブン・アラビーがイブン・ルシュドと面会したのは15〜16歳の時であったといい、老齢であったイブン・ルシュドはイブン・アラビーの洞察力に驚いたという。その後もイブン・ルシュドらとの交流は続き、1194年にイブン・ルシュドがコルドバで亡くなったときイブン・アラビーは30歳で、その葬儀に参列している。青年期にセビリアで法学・神学・ハディース学を学ぶ。その頃、病床にあった彼は幻視体験からスーフィズム（taṣawwuf タサウウフ、タサッウフ）を学ぶようになった。以後の10年程をアンダルシア・マグリブ各地を遍歴して、スーフィー行者とともに修行した。この時期にイブン・アラビーが教えを受けたスーフィーの師匠として、アブー・ジャアファル・ウライニー（Abū Jaʿfar al-ʿUraynī）、アブー・ヤアクーブ・カイスィー（Abū Yaʿqūb al-Qaysī）、サーリフ・アダウィー（Ṣāliḥ al-ʿAdawī）、アブー・ハッジャージュ・ユースフ（Abū al-Ḥajjāj Yūsuf）などがおり、ファーティマ・ビント・ムサンナー（Fāṭima bint al-Muthannā）、シャムス・ウンム・フカラー（Shams Umm al-Fuqarā'）といった女性スーフィー行者からも師として学んだことが知られている。
イブン・アラビーはその人生の大部分を旅に費やしている。ヒジュラ暦597年（1200年 - 1201年）にイブン・アラビーは夢告を受けてマッカ（メッカ）への巡礼を志して東方に旅立った。1202年にカイロ、エルサレムを経てマッカ巡礼を果たした彼はそのまま同地に2年間滞在して、更なる研究に没頭する。1204年、彼はマッカにおける研究の集大成である『マッカ啓示』（ الفتوحات المكية al-Futūḥāt al-Makkiyya）を著した。
翌1204年、アナトリアを出てコンヤ、マラティヤの巡礼団を率いてきたマジュドゥッディーン・イスハーク（Shaykh Majd al-Dīn Isḥāq ibn Yūsuf）と出会い、イブン・アラビーの教説に感銘したイスハークの誘いを受けて、1205年にコンヤへの復路に同行することとなった。その後も帰還の巡礼団とともにバグダード・モースルを経てイスハークの勧めもあってマラティヤに移住した。この時期にルーム・セルジューク朝のカイホスロー1世がコンヤで復位（在位：1205年 - 1210年）し、イスハークがカイホスローの宮廷に招かれた際にイブン・アラビーも同時に伺候して謁見し、下賜品を授かった。このマジュドゥッディーン・イスハークの息子が、後にイブン・アラビーの直弟子のひとりとしてイブン・アラビーの教説の流布に奔走したサドルッディーン・クーナウィー（Ṣadr al-Dīn al-Qunawī ）である。翌年にもイブン・アラビーは近隣への旅を続け、エルサレム・カイロ・マッカなどを訪問し、1210年にはコンヤに再び戻った。1212年にバグダードに赴いているが、これはカイホスロー1世の後を継いだカイカーウース1世（在位 1211年 - 1220年）の即位の報告をカリフ宮廷に報告するため同地を訪れていたイスハークと同道したものと考えられる。イブン・アラビーはカイカーウース1世のために実践的なアドバイスを書簡に残している。この時期イブン・アラビーはアレッポやスィヴァスを訪ねているが、主にマラティヤで生活をしている。また1221年には息子サアドゥッディーン・ムハンマド（Saʿd al-Dīn Muḥammad 1221年 - 1258年）を儲けた。
晩年は支援者であった富豪の招きでダマスクスに居を定めた。遅くとも1230年には同地にいることが知られているが、ここでは彼の言説への反対者からの厳しい批判を浴びたものの、同時に多くの擁護者にも恵まれた。彼はそこで夢告によりアダムから預言者ムハンマドに至る27名の預言者の伝記・思想論集である『叡智の台座』（ فصوص الحكم Fuṣūṣ al-Ḥikam）を著した。彼自身の言によると、夢の中に預言者ムハンマドが現れて手渡された書物の名が『叡智の台座』であったという。また、彼は詩人及びザーヒル派（en:Ẓāhirī）ウラマーとしても知られて著作を残しており、その数は生涯で200を越える。彼の没後、郊外のカシオン山中腹に墓廟が築かれ、一部のイスラム教徒からは巡礼の対象地とされ、墓廟周辺は彼の名前にちなんだ「ムフイッディーン地区」という地区名で呼ばれているほどである。

## 思想と批判

### 「存在一性論」と「完全人間説」
彼はイスラーム神秘主義におけるもっとも重要かつ高度な思想家であった。イブン・アラビーの思想の特徴をまとめると、「存在一性論」（waḥda al-wujūd）という存在論と、「完全人間」（insān kāmil）という人間論にそれぞれ代表させる事が出来る。この世界はすべて一者の自己顕現（tajallī）として理解される。すなわち、この世界には自存している「無限定存在」（wujūd muṭlaq）である神アッラーフと、それそのものでは非存在であるがアッラーフに依拠する事で初めて存在し得る「被限定存在」（wujūd muqayyd）である被造物に大きく分けられる。イブン・アラビーはこれに加え、それらのいずれとも異なる第三要素として「真実在の真実性（ḥaqīqa al-ḥaqā'iq）」を想定する。万物は見かけ上は全く違うように見えるが、実は全て神の知恵の中にある1形態に過ぎず、本質的には同一の物体であるとするのが「存在一性論」（Waḥda al-wujūd）である。
（ただし、「存在一性論」という用語自体はイブン・アラビー自身は使用しておらず、最初に「存在一性論」という用語を使用し始めた人物が誰であるか諸説ある。近年、その候補者としてイブン・アラビーの批判者であったイブン・タイミーヤが最初のひとりであるとする研究が出されている。）
また、人間とは神が持つ全ての属性の集合体によって構成されており、その中でもそれを自覚した「完全人間」（insān kāmil）と呼ぶべき人が預言者であり、ムハンマドはその最後の人物であるとする「完全人間」（insān kāmil）によって構成されており、人間は元から神の一部である以上、心や意識に苦痛をもたらす禁欲的な探求を採ることは無意味であると唱えたのである。
宗教と信仰の言葉では「神」と呼ぶべきものを、イブン・アラビーは哲学用語の次元で「存在」（wujūd）と呼ぶ。これは現実にこの世に存在している「存在者」や「現実存在」（mawjūd）とは全く異なる原理存在であるとする。そしてその存在の究極位をプロティノスの「一者」と同じように「存在の彼方」に置くと同時に、それが全存在世界の太源であると考えた。イブン・アラビーの「存在」は、無名無相、つまり一切の「…である」という述語を受け付けない。「神である」とも言えない。なぜなら神以前の神は、普通の意味の神ではないからである。「存在」（wujūd）には、「自己顕現」（tajallī）に向かう志向性が本源的に備わっており、「隠れた神」は「顕れた神」にならずにはいられない。無名無相の「存在」が「アッラー」という名を持つに至るこの段階は、ヴェーダーンタ哲学における意味分節する以前の全体存在である「上梵」から言葉によって言い表すことができる経験的世界である「名色」へと移り変わる段階にあたる、と井筒俊彦は解説する。
彼の思想は弟子のサドルッディーン・クーナウィー（Ṣadr al-Dīn al-Qunawī）らによって体系化され、全てのイスラーム教徒（及び一部のキリスト教思想家）に影響を与える一方で、イブン・タイミーヤに代表される反対論を唱える思想家を生み出し、イスラーム教の思想・歴史に大きな影響を与えることになる。

### イブン・アラビー思想と「存在一性論学派」の展開
直弟子であったクーナウィー（1207年 - 1274年）は、思索の赴くままに叙述したイブン・アラビーの作品を整理し、それらに自ら注釈を施す等して体系化に勤めた。クーナウィーは『叡智の台座』の注釈を施した他に、同じく同書の注釈を著したジャンディー（Mu'ayyid al-Dīn al-Jandī ? -1291年頃?）や、イブン・アラビーの思想を哲学的さらに深化させたティリムサーニー（‘Afīf al-Dīn al-Tilimsānī 1291年）、ペルシア語神秘主義詩人として有名なイラーキー（Fakhr al-Dīn Ibrahīm ‘Irāqī ）ら後進達の育成も行っている。なかでもイルハン朝ではクーナウィーとジャンディーから教えを受けたスフラワルディー教団に属すスーフィー思想家アブドゥッラッザーク・カーシャーニー（ʿAbd al-Razzāq al-Qāshānī :tr , ? - 1335年）は「存在一性論」の正しさを主張して、アッラーフの至高性を強く主張しイブン・アラビーを批判した同時代人のアラーウッダウラ・スィムナーニー（ʿAlā' al-Dawla Simnanī, 1336年没）と論争を行っている。カーシャーニーはイラン以東でのイブン・アラビーの思想の展開にも大きな足跡を残しており、カーシャーニーの弟子ダーウード・カイサリー（Dāwūd al-Qayṣarī 1260年頃- 1351年）、カイサリーの弟子ルクヌッディーン・シーラーズィー（Rukn al-Dīn al-Shīrāzī, 1367年没）がいるが、3者とも『叡智の台座』の注釈書を著しており、カーシャーニーとカイサリーの注釈書は地域を問わず広く読まれた。シーラーズィーの注釈書はペルシア語訳がされ、これがペルシア語訳『叡智の台座』の注釈書としては最古のひとつとなっている。
ダマスクスでイブン・アラビーやクーナウィーと親交を持ったサアドゥッディーン・ハンムーヤという人物の弟子、アズィーズ・ナサフィーが『完全人間』（Kitāb al-insān al-kāmil）というペルシア語によるイブン・アラビー思想の解説書を著し、これがペルシア語文化圏におけるイブン・アラビーの思想的影響を大きく残した。やはり同じ『完全人間』という書名のアラビア語による著書を残したアブドゥルカリーム・ジーリー（ʿAbd al-Karīm al-Jīlī, 1326年 - 1424年）がおり、イェメンのラスール朝治下のザービドで後半生を過ごし、『マッカ啓示』の理解困難な箇所に注釈を施す等をしている。15世紀にはティムール朝時代に活躍したホラーサーン出身のスーフィー詩人ジャーミーが、『叡智の台座』やそれをイブン・アラビー本人が要約した『台座の刻印』（Naqsh al-Fuṣūṣ）にそれぞれ注釈を施している。ジャーミーはいわゆる存在一性論学派のなかでも最も有名な思想家のひとりである。
イランや中央アジアでのアラビー研究は主にペルシア語訳書や注釈書を介して中国にも伝播し、漢文によるイスラーム思想の著述がはじまる17世紀前後からイブン・アラビーの存在一性論の影響が見られるようになる。『清眞大學』の著者王岱輿（1570年頃 - 1657年頃）や『歸眞總義』の張中（ 1670年没）、アズィーズ・ナサフィーやジャーミーの著作を漢訳した舍起靈（1710年没）らがいる。
一方、オスマン朝では創建当初からイブン・アラビーに傾倒する思想家が多く、オスマン朝時代の知識人、思想家の大半はなんらかの形でその思想的影響化あると言われている。
上述のダーウード・カイサリーがイズニクで建てられた最初のマドラサの初代学院長を務め、その後も『マッカ啓示』やクーナウィーの著作等を注釈、ペルシア語、オスマン語に翻訳する
ウラマーが陸続と現れ、オスマン朝の最初のシャイフル＝イスラームとされているムッラー・ファナーリー（Mullā Shams al-Dīn Fanārī 1350年 - 1431年）も『マッカ啓示』やクーナウィーの著書『玄秘の鍵』（Miftāḥ al-Ghayb）の注釈書を著し、さらに同書や『叡智の台座』の釈講を行っている。
エジプトでは、イブン・アラビーに対する批判者も多かったが、マムルーク朝時代を中心に「存在一性論学派」の学統は隆盛した。

### イブン・アラビーとその学派への批判
彼の教説は各地に熱狂的な支持者を生み出す一方、反対派も多く、カイロでは暗殺計画があったと言われている。
イブン・アラビーの完全人間論では、修行の途中において、人間は神アッラーフの名・属性（アッラーフの99の美名）はもとより、本質までも体験出来るとしている。
唯一なる神アッラーフは人間とは絶対的に隔絶された高みにあるとする主張はスーフィズムの勃興期から存在し、イブン・アラビーの存在顕現論そのものは認めつつも、アッラーフの至高性を保つためには「本質まで体験し得る」という部分に反発する論者も多かった。その代表的な人物のひとりにイブン・タイミーヤがおり、15世紀のビカーイー（Burhān al-Dīn al-Biqāʿī 1406年頃 - 1480年）や同じくスユーティー（Jalāl al-Dīn al-Suyuṭī 1445年 –1505年）といった有名な学識者達がイブン・アラビー批判を展開したのも、主にイブン・アラビーの「存在一性論」や「完全人間説」で説かれている「造物主であるアッラーフと被造物を区別しない」立場についてであった。
イブン・タイミーヤなどを含む多くの有名なウラマーがイブン・アラビーはムスリムではないと断じている。彼が著作中に示した思想にはイスラム教の枠を超えるものがあり、例えば彼は古代エジプトのファラオが自身を神だとみなしていたことを正しいことだと主張している。これは「我こそは真理なり（anā al-Ḥaqq）」という有名なスーフィー的「酔言」（shaṭḥ シャトフ）を述べた逸話でも有名な9-10世紀のスーフィー修行者ハッラージュ（Abū ʿAbd Allāh al-Ḥusayn al-Ḥallāj 858年頃 - 922年）が、悪魔イブリースが地獄の劫火に焼かれ、ファラオもモーセの出エジプトにおいて海でも溺れさせられても翻意しなかった事をあげ、イブリースやファラオの行動にこそ真の信仰とみて両者を称えた逸話にちなんでいる。
スーフィズムの思潮は、スーフィーの修行によって感得した境地を「我こそは真理なり」や「アッラーフに讃えあれ」と呼ぶべきところを「我に讃えあれ」といった「酔言」によって表現したり、数々の「奇行」を残した上記のハッラージュやアブー・ヤズィード・バスターミー（Abū Yazīd (Bāyazīd) Ṭayfūr al-Basṭāmī 804年頃? - 874年・877年）に代表される「酔ったスーフィー」と、スーフィーの修行を積みつつムスリムとしての道徳や規範を遵守すべきとするジュナイド（Abū Qāsim b. Muḥammad b. al-Junayd al-Baghdādī 830年頃? - 910年）に代表される「醒めたスーフィー」におおよそ大別される。イブン・タイミーヤはジュナイドの系列の「醒めたスーフィー」こそ真に実践すべきスーフィズムであり、否定すべき不信仰者の代表である悪魔イブリースやファラオと敬虔なムスリムとの区別すら否定する、ハッラージュやその伝統に属するイブン・アラビーとその論者たちを厳しく批判した。ジュナイドはバスターミーの後輩にあたり、ハッラージュはジュナイドの弟子のひとりであったが、ジュナイド自身はシャトフやスクル（sukr 陶酔）といった陶酔型のスーフィズムを不十分なものとして批判し、師であるバスターミーが陶酔状態こそ最高の境地としたことに対して、スクルの後に来る第2の素面である「酩酊からの覚醒、酔い覚まし」をこそより高い境地とみなした。ジュナイドはスクル（sukr 陶酔）よりサフウ（ṣaḥw 覚醒）、ファナー（fanā' 消融）よりもバカー（baqā' 存続）を重視した。この「陶酔」と「覚醒」いずれが最高の境地であるかについては、スーフィズムの思想史上の大きな問題として後代まで議論され、イブン・タイミーヤのイブン・アラビー批判もその延長線上にあると見る事が出来る。
しかしながら、イブン・タイミーヤが名指しするイブン・アラビーらの「酔言」に対して懸念した点は、アッラーフによって滅ぼされたファラオやイブリースといったこれらの存在も（ハッラージュやイブン・アラビーらが主張するように）「正しい」「真の信仰者」としてしまっては、不信仰者（カーフィル）へのジハードやハッド刑も認められなくなってしまう事であり、これを許容してしまうとイスラームにおける社会秩序が崩壊してしまうため、イブン・タイミーヤをはじめとする（スーフィー行者であっても）ムスリムの社会性を重視するウラマー達にとっては断じて認められなかった。（実際に、ハッラージュはその過激な言動や見解についてしばしば師のジュナイドから叱正された逸話がアッタールの『神秘主義聖者列伝』等で伝えられており、さらに当時異端視されていたザンダカ主義者であるとの批判や、同じくファーティマ朝やアッバース朝のカリフを認めず一時バグダード征服を狙って叛乱を起こしたカルマト派との繋がりの嫌疑を受け、最終的にはカリフ・ムクタディル（:en）の治世（922年）にバグダードで逮捕・処刑されている）　イブン・タイミーヤの主張では、昨今のモンゴル帝国の侵攻や人々のシャリーア無視の原因は、こういった「存在一性論」の論者達等の出現によるものである、としていた。

## 著作
約800の著作がイブン・アラビーに帰せられているが、明確に彼の著作だと定説化しているものは多くはない。最近の研究は彼の著作の100以上が写本として残いるものの、ほとんどの印刷版は決定訂といえるものではなく、誤りも多い。
- マッカ啓示（The Meccan Illuminations） (Al-Futūḥāt al-Makkiyya), 37歳の時の、彼の最大の著作で37巻560章からなり、現在では4または8巻本で出版されている。神秘哲学からスーフィーの行い、彼の夢や幻視など広い内容を論じている。[1]
- 叡智の台座（The Ringstones of Wisdom） (The Bezels of Wisdomという訳題もある[11])、またはFuṣūṣ al-Ḥikam。 生涯の後編に編纂され、神秘主義的な信仰と教えの概略で、イブン・アラビーの著作でもっとも重要な著作であるとしばしば考えられている。神の啓示における諸預言者の役割を扱っている。[12][13][14] この著作の真の著者はイブン・アラビーなのか、最近ひとつの史料が提出され議論されている。[15] その史料は、イブン・アラビーのものとされている合計74章分のうち56章が"Al-Futūḥāt al-Makkiyya"で言及されていて、そこで言及されている残りの部分が引用しているのは、他書が言及しているもので、これらの部分は偽書であり、イブン・アラビーに帰属させることは誤りであると主張している。しかし、他の多くの学者は真正のものだと受け入れている。[16][17]
- Dīwān、5巻からなる未編集の集成で、印刷版は原著1巻だけに基づいている。
- The Holy Spirit in the Counselling of the Soul (Rūḥ al-quds)、マグリブ地方における異なった精神的指導者から学んだ彼の経験の概略を含む魂に関する論文。一部はSufis of Andalusiaとして翻訳され、回想と彼がアンダルス地方であった多くの興味深い人々に関する精神的な小話
- Contemplation of the Holy Mysteries (Mashāhid al-Asrār) 、これは恐らく彼の最初の主要著作で、15の幻視から構成されている神との対話である。
- Divine Sayings (Mishkāt al-Anwār), 101のアッラーからの啓示（hadīth qudsī）のIbn 'Arabīによって作成された集成
- The Book of Annihilation in Contemplation (K. al-Fanā' fi'l-Mushāhada), 神秘主義的な消滅 (fana)の意味に関する短論文
- Devotional Prayers (Awrād), 週の毎日毎晩の14回の祈りに関する幅広い集成読解
- Journey to the Lord of Power (Risālat al-Anwār), "距離のない旅"に関する手順と技術的手法の詳細
- The Book of God's Days (Ayyām al-Sha'n), グノーシス主義により経験された異なった種類の日々と時の自然に関する著作
- The Fabulous Gryphon of the West ('Unqā' Mughrib),イエスとマフディーにおける聖人とその極点の意味を論じた書
- The Universal Tree and the Four Birds (al-Ittihād al-Kawnī), 完全な人間と4つの存在原理に関する詩集
- Prayer for Spiritual Elevation and Protection ('al-Dawr al-A'lā), ムスリム政界で広く使われている短い祈り
- 渇望の解釈者（The Interpreter of Desires）[18] (Tarjumān al-Ashwāq) 恋愛詩 (ghazals) で、イブン・アラビーが批判に応じて詩の象徴する意味の説明の注釈を入れて再版したもの
- Divine Governance of the Human Kingdom (At-Tadbidrat al-ilahiyyah fi islah al-mamlakat al-insaniyyah).
- The Four Pillars of Spiritual Transformation (Hilyat al-abdāl) 、精神的階梯の本質に関する短論